# Europamesterskabet i fodbold 2000
Europamesterskabet i fodbold 2000 (eller EM 2000, Euro 2000) blev afholdt i Holland og Belgien. Det var første gang, at to lande deltes om at afholde en EM-slutrunde.
Frankrig vandt turneringen med 2-1 i finalen over Italien efter et golden goal af David Trezeguet.
Danmark havde med nød og næppe kvalificeret sig, bl.a. gennem en 3-2-sejr ude over Italien i Napoli og to play off-kampe mod Israel.

## Kvalifikation
Værtslandene Belgien og Holland var direkte kvalificeret til slutrunden, hvilket efterlod 14 pladser at spille om for de resterende hold. Der var ni kvalifikationsgrupper med 5-6 hold, hvor alle mødte alle to gange – en gang på hjemmebane og en gang på udebane. Vinderne af grupperne og den bedste toer kvalificerede sig direkte til slutrunden, mens de øvrige otte toere spillede playoffkampe om de sidste fire pladser.
| Gruppe 1     | Kampe | Mål  | Point |
| ------------ | ----- | ---- | ----- |
| Italien      | 8     | 13-5 | 15    |
| Danmark      | 8     | 11-8 | 14    |
| Schweiz      | 8     | 9-5  | 14    |
| Wales        | 8     | 7-16 | 9     |
| Hviderusland | 8     | 4-10 | 3     |

| Gruppe 2   | Kampe | Mål   | Point |
| ---------- | ----- | ----- | ----- |
| Norge      | 10    | 21-9  | 25    |
| Slovenien  | 10    | 12-14 | 17    |
| Grækenland | 10    | 13-8  | 15    |
| Letland    | 10    | 13-12 | 13    |
| Albanien   | 10    | 8-14  | 7     |
| Georgien   | 10    | 8-18  | 5     |

| Gruppe 3   | Kampe | Mål   | Point |
| ---------- | ----- | ----- | ----- |
| Tyskland   | 8     | 20-4  | 19    |
| Tyrkiet    | 8     | 15-6  | 17    |
| Finland    | 8     | 13-13 | 10    |
| Nordirland | 8     | 4-19  | 5     |
| Moldavien  | 8     | 7-17  | 4     |

| Gruppe 4 | Kampe | Mål   | Point |
| -------- | ----- | ----- | ----- |
| Frankrig | 10    | 17-10 | 21    |
| Ukraine  | 10    | 14-4  | 20    |
| Rusland  | 10    | 22-12 | 19    |
| Island   | 10    | 12-7  | 15    |
| Armenien | 10    | 8-15  | 8     |
| Andorra  | 10    | 3-28  | 0     |

| Gruppe 5   | Kampe | Mål  | Point |
| ---------- | ----- | ---- | ----- |
| Sverige    | 8     | 10-1 | 22    |
| England    | 8     | 14-4 | 13    |
| Polen      | 8     | 12-8 | 13    |
| Bulgarien  | 8     | 6-8  | 8     |
| Luxembourg | 8     | 2-23 | 0     |

| Gruppe 6   | Kampe | Mål   | Point |
| ---------- | ----- | ----- | ----- |
| Spanien    | 8     | 42-5  | 21    |
| Israel     | 8     | 25-9  | 13    |
| Østrig     | 8     | 19-20 | 13    |
| Cypern     | 8     | 12-21 | 12    |
| San Marino | 8     | 1-44  | 0     |

| Gruppe 7      | Kampe | Mål   | Point |
| ------------- | ----- | ----- | ----- |
| Rumænien      | 10    | 25-3  | 24    |
| Portugal      | 10    | 32-4  | 23    |
| Slovakiet     | 10    | 12-9  | 17    |
| Ungarn        | 10    | 14-10 | 12    |
| Aserbajdsjan  | 10    | 6-26  | 4     |
| Liechtenstein | 10    | 2-39  | 4     |

| Gruppe 8    | Kampe | Mål   | Point |
| ----------- | ----- | ----- | ----- |
| Jugoslavien | 8     | 18-8  | 17    |
| Irland      | 8     | 14-6  | 16    |
| Kroatien    | 8     | 13-9  | 15    |
| Makedonien  | 8     | 13-14 | 8     |
| Malta       | 8     | 6-27  | 0     |

| Gruppe 9      | Kampe | Mål   | Point |
| ------------- | ----- | ----- | ----- |
| Tjekkiet      | 10    | 26-5  | 30    |
| Skotland      | 10    | 15-10 | 18    |
| Estland       | 10    | 15-17 | 11    |
| Bosnien-Herc. | 10    | 14-17 | 11    |
| Litauen       | 10    | 8-16  | 11    |
| Færøerne      | 10    | 4-17  | 3     |

### Toerstillingen
Den bedste toer kvalificerede sig direkte til slutrunden, mens de øvrige otte toere måtte spille playoffkampe om de sidste fire pladser. For at kunne sammenligne de ni toere på tværs af grupperne, der havde spillet forskelligt antal kampe, blev der udregnet en særlig toerstilling, hvor kun resultaterne opnået mod de hold, der sluttede som nr. 1, 3 og 4 i grupperne, blev talt med.
| Toerstilling | Kampe | Mål  | Point |
| ------------ | ----- | ---- | ----- |
| Portugal     | 6     | 11-3 | 13    |
| Tyrkiet      | 6     | 12-5 | 13    |
| Skotland     | 6     | 9-6  | 10    |
| Danmark      | 6     | 10-8 | 10    |
| Ukraine      | 6     | 6-4  | 10    |
| Irland       | 6     | 6-4  | 10    |
| Israel       | 6     | 12-9 | 7     |
| England      | 6     | 5-4  | 7     |
| Slovenien    | 6     | 6-12 | 7     |

| Kvalificeret til slutrunden             | Kvalificeret til slutrunden                    | Kvalificeret til playoff          | Kvalificeret til playoff       |
| --------------------------------------- | ---------------------------------------------- | --------------------------------- | ------------------------------ |
| Italien Norge Tyskland Frankrig Sverige | Spanien Rumænien Jugoslavien Tjekkiet Portugal | Danmark Slovenien Tyrkiet Ukraine | England Israel Irland Skotland |

### Playoff
De otte to'ere spillede playoffkampe om de sidste fire pladser ved slutrunden. Holdene mødtes ude og hjemme – hjemmeholdet i første kamp er nævnt først.
| Kamp                                           | 1. kamp | 2. kamp | Samlet |
| ---------------------------------------------- | ------- | ------- | ------ |
| Irland - Tyrkiet (a)                           | 1-1     | 0-0     | 1-1    |
| Skotland - England                             | 0-2     | 1-0     | 1-2    |
| Slovenien - Ukraine                            | 2-1     | 1-1     | 3-2    |
| Israel - Danmark                               | 0-5     | 0-3     | 0-8    |
| (a) Tyrkiet vandt på flest scorede udebanemål. |         |         |        |

Dermed kvalificerede Tyrkiet, England, Slovenien og Danmark sig til EM-slutrunden.

## Slutrunde

### Gruppe A
| Hold     | Pts | Kampe | V | U | T | MS | MI |
| -------- | --- | ----- | - | - | - | -- | -- |
| Portugal | 9   | 3     | 3 | 0 | 0 | 7  | 2  |
| Rumænien | 4   | 3     | 1 | 1 | 1 | 4  | 4  |
| England  | 3   | 3     | 1 | 0 | 2 | 5  | 6  |
| Tyskland | 1   | 3     | 0 | 1 | 2 | 1  | 5  |

12. juni
| Tyskland   | 1 - 1 (1-1) | Rumænien    | Stade Maurice Dufrasne, Liège Ref: Kim Milton Nielsen (DAN) |
| Scholl 28' |             | Moldovan 5' | Stade Maurice Dufrasne, Liège Ref: Kim Milton Nielsen (DAN) |
|            |             |             | Stade Maurice Dufrasne, Liège Ref: Kim Milton Nielsen (DAN) |

12. juni
| Portugal  | 3 - 2 (2-2) | England       | Philips Stadion, Eindhoven Ref: Anders Frisk (SVE) |
| Figo 22'  |             | Scholes 3'    | Philips Stadion, Eindhoven Ref: Anders Frisk (SVE) |
| Pinto 37' |             | McManaman 18' | Philips Stadion, Eindhoven Ref: Anders Frisk (SVE) |
| Gomes 59' |             |               |                                                    |

17. juni
| Rumænien | 0 - 1 (0-0) | Portugal     | Gereldome, Arnheim Ref: Gilles Veissière (FRA) |
|          |             | Costinha 90' | Gereldome, Arnheim Ref: Gilles Veissière (FRA) |

17. juni
| England     | 1 - 0 (0-0) | Tyskland | Stade du Pays Charleroi, Charleroi Ref: Pierluigi Collina (ITA) |
| Shearer 53' |             |          | Stade du Pays Charleroi, Charleroi Ref: Pierluigi Collina (ITA) |

20. juni
| England          | 2 - 3 (2-1) | Rumænien       | Stade du Pays Charleroi, Charleroi Ref: Urs Meier (SCH) |
| Shearer 41' str. |             | Chivu 22'      | Stade du Pays Charleroi, Charleroi Ref: Urs Meier (SCH) |
| Owen 45'         |             | Munteanu 48'   | Stade du Pays Charleroi, Charleroi Ref: Urs Meier (SCH) |
|                  |             | Ganea 89' str. |                                                         |

20. juni
| Portugal                | 3 - 0 (1-0) | Tyskland | Feyenoord Stadion, Rotterdam Ref: Dick Jol (HOL) |
| Conceição 35', 54', 71' |             |          | Feyenoord Stadion, Rotterdam Ref: Dick Jol (HOL) |

### Gruppe B
| Hold    | Pts | Kampe | V | U | T | MS | MI |
| ------- | --- | ----- | - | - | - | -- | -- |
| Italien | 9   | 3     | 3 | 0 | 0 | 6  | 2  |
| Tyrkiet | 4   | 3     | 1 | 1 | 1 | 3  | 2  |
| Belgien | 3   | 3     | 1 | 0 | 2 | 2  | 5  |
| Sverige | 1   | 3     | 0 | 1 | 2 | 2  | 4  |

10. juni
| Belgien       | 2 - 1 (1-0) | Sverige     | Kong Boudauin Stadion, Bruxelles Ref: Markus Merk (TYS) |
| Goor 43'      |             | Mjällby 53' | Kong Boudauin Stadion, Bruxelles Ref: Markus Merk (TYS) |
| E. Mpenza 46' |             |             | Kong Boudauin Stadion, Bruxelles Ref: Markus Merk (TYS) |

20. juni
| Tyrkiet  | 1 - 2 (0-0) | Italien          | GelreDome, Arnheim Ref: Hugh Dallas (SKO) |
| Okan 62' |             | Conte 52'        | GelreDome, Arnheim Ref: Hugh Dallas (SKO) |
|          |             | Inzaghi 70' str. | GelreDome, Arnheim Ref: Hugh Dallas (SKO) |

14. juni
| Italien   | 2 - 0 (1-0) | Belgien | Kong Boudauin Stadion, Bruxelles Ref: José Aranda (SPA) |
| Totti 6'  |             |         | Kong Boudauin Stadion, Bruxelles Ref: José Aranda (SPA) |
| Fiore 66' |             |         | Kong Boudauin Stadion, Bruxelles Ref: José Aranda (SPA) |

15. juni
| Sverige | 0 - 0 (0-0) | Tyrkiet | Philips Stadion, Eindhoven Ref: Dick Jol (HOL) |
|         |             |         | Philips Stadion, Eindhoven Ref: Dick Jol (HOL) |

19. juni
| Tyrkiet              | 2 - 0 (1-0) | Belgien | Kong Boudauin Stadion, Bruxelles Ref: Kim Milton Nielsen (DAN) |
| Hakan Şükür 45', 70' |             |         | Kong Boudauin Stadion, Bruxelles Ref: Kim Milton Nielsen (DAN) |

19. juni
| Italien       | 2 - 1 (1-0) | Sverige     | Philips Stadion, Eindhoven Ref: Vitor Pereira (POR) |
| Di Biagio 39' |             | Larsson 77' | Philips Stadion, Eindhoven Ref: Vitor Pereira (POR) |
| Del Piero 88' |             |             | Philips Stadion, Eindhoven Ref: Vitor Pereira (POR) |

### Gruppe C
| Hold        | Pts | Kampe | V | U | T | MS | MI |
| ----------- | --- | ----- | - | - | - | -- | -- |
| Spanien     | 6   | 3     | 2 | 0 | 1 | 6  | 5  |
| Jugoslavien | 4   | 3     | 1 | 1 | 1 | 7  | 7  |
| Norge       | 4   | 3     | 1 | 1 | 1 | 1  | 1  |
| Slovenien   | 2   | 3     | 0 | 2 | 1 | 4  | 5  |

13. juni
| Spanien | 0 - 1 (0-0) | Norge       | Feyenoord Stadion, Rotterdam Ref: Gamal Al-Ghandour (ÆGY) |
|         |             | Iversen 65' | Feyenoord Stadion, Rotterdam Ref: Gamal Al-Ghandour (ÆGY) |

13. juni
| Jugoslavien        | 3 - 3 (0-1) | Slovenien        | Stade du Pays Charleroi, Charleroi Ref: Vitor Pereira (POR) |  |
| Milosevic 67', 73' |             | Zahovic 23', 57' | Stade du Pays Charleroi, Charleroi Ref: Vitor Pereira (POR) |  |
| Drulovic 70'       |             | Pavlin 52'       | Stade du Pays Charleroi, Charleroi Ref: Vitor Pereira (POR) |  |

18. juni
| Slovenien   | 1 - 2 (0-1) | Spanien        | Amsterdam Arena, Amsterdam Ref: Markus Merk (TYS) |
| Zahovic 59' |             | Raul 4'        | Amsterdam Arena, Amsterdam Ref: Markus Merk (TYS) |
|             |             | Exteberria 60' | Amsterdam Arena, Amsterdam Ref: Markus Merk (TYS) |

18. juni
| Norge | 0 - 1 (0-1) | Jugoslavien  | Stade Maurice Dufrasne, Liège Ref: Hugh Dallas (SKO) |
|       |             | Milosevic 8' | Stade Maurice Dufrasne, Liège Ref: Hugh Dallas (SKO) |

21. juni
| Jugoslavien     | 3 - 4 (1-1) | Spanien                | Jan Breydel Stadion, Brügge Ref: Gilles Veissière (FRA) |
| Milosevic 30'   |             | Alfonso Pérez 38', 90' | Jan Breydel Stadion, Brügge Ref: Gilles Veissière (FRA) |
| Govedarica 50'  |             | Munitis 51'            | Jan Breydel Stadion, Brügge Ref: Gilles Veissière (FRA) |
| Komljenovic 75' |             | Mendieta 90' str.      |                                                         |

21. juni
| Slovenien | 0 - 0 (0-0) | Norge | GelreDome, Arnheim Ref: Graham Poll (ENG) |
|           |             |       | GelreDome, Arnheim Ref: Graham Poll (ENG) |

### Gruppe D
| Hold     | Pts | Kampe | V | U | T | MS | MI |
| -------- | --- | ----- | - | - | - | -- | -- |
| Holland  | 9   | 3     | 3 | 0 | 0 | 7  | 2  |
| Frankrig | 6   | 3     | 2 | 0 | 1 | 7  | 4  |
| Tjekkiet | 3   | 3     | 1 | 0 | 2 | 3  | 3  |
| Danmark  | 0   | 3     | 0 | 0 | 3 | 0  | 8  |

11. juni
| Frankrig          | 3 - 0 (1-0) | Danmark | Jan Breydel Stadion, Brügge Ref: Günter Benkö (ØST) |
| Blanc 16' str.    |             |         | Jan Breydel Stadion, Brügge Ref: Günter Benkö (ØST) |
| Thierry Henry 64' |             |         | Jan Breydel Stadion, Brügge Ref: Günter Benkö (ØST) |
| Wiltord 90'       |             |         |                                                     |

11. juni
| Holland             | 1 - 0 (0-0) | Tjekkiet | Amsterdam Arena, Amsterdam Ref: Pierluigi Collina (ITA) |
| F. de Boer 89' str. |             |          | Amsterdam Arena, Amsterdam Ref: Pierluigi Collina (ITA) |

16. juni
| Tjekkiet          | 1 - 2 (1-1) | Frankrig     | Jan Breydel Stadion, Brügge Ref: Graham Poll (ENG) |
| Poborsky 35' str. |             | Henry 7'     | Jan Breydel Stadion, Brügge Ref: Graham Poll (ENG) |
|                   |             | Djokaeff 60' | Jan Breydel Stadion, Brügge Ref: Graham Poll (ENG) |

16. juni
| Danmark | 0 - 3 (0-0) | Holland        | Feyenoord Stadion, Rotterdam Ref: Urs Meier (SCH) |
|         |             | Kluivert 57'   | Feyenoord Stadion, Rotterdam Ref: Urs Meier (SCH) |
|         |             | R. de Boer 66' | Feyenoord Stadion, Rotterdam Ref: Urs Meier (SCH) |
|         |             | Zenden 77'     |                                                   |

21. juni
| Danmark | 0 - 2 (0-0) | Tjekkiet        | Stade Maurice Dufrasne, Liège Ref: Gamal Al-Ghandour (ÆGY) |
|         |             | Smicer 64', 67' | Stade Maurice Dufrasne, Liège Ref: Gamal Al-Ghandour (ÆGY) |

21. juni
| Frankrig      | 2 - 3 (2-1) | Holland        | Amsterdam Arena, Amsterdam Ref: Anders Frisk (SVE) |
| Dugarry 8'    |             | Kluivert 14'   | Amsterdam Arena, Amsterdam Ref: Anders Frisk (SVE) |
| Trezeguet 31' |             | F. de Boer 51' | Amsterdam Arena, Amsterdam Ref: Anders Frisk (SVE) |
|               |             | Zenden 59'     |                                                    |

### Kvartfinaler
24. juni
| Tyrkiet | 0 - 2 (0-1) | Portugal            | Amsterdam Arena, Amsterdam Ref: Dick Jol (HOL) |
|         |             | Nuno Gomes 44', 56' | Amsterdam Arena, Amsterdam Ref: Dick Jol (HOL) |

24. juni
| Italien     | 2 - 0 (2-0) | Rumænien | Kong Boudauin Stadion, Bruxelles Ref: Vitor Pereira (POR) |
| Totti 33'   |             |          | Kong Boudauin Stadion, Bruxelles Ref: Vitor Pereira (POR) |
| Inzaghi 43' |             |          | Kong Boudauin Stadion, Bruxelles Ref: Vitor Pereira (POR) |

25. juni
| Holland                  | 6 - 1 (2-0) | Jugoslavien   | Feyenoord Stadion, Rotterdam Ref: José Aranda (SPA) |
| Kluivert 24', 38', 54'   |             | Milosevic 90' | Feyenoord Stadion, Rotterdam Ref: José Aranda (SPA) |
| Govedarica 51' (selvmål) |             |               | Feyenoord Stadion, Rotterdam Ref: José Aranda (SPA) |
| Overmars 78', 90'        |             |               |                                                     |

25. juni
| Spanien           | 1 - 2 (1-2) | Frankrig     | Jan Breydel Stadion, Brügge Ref: Pierluigi Collina (ITA) |
| Mendieta 38' str. |             | Zidane 32'   | Jan Breydel Stadion, Brügge Ref: Pierluigi Collina (ITA) |
|                   |             | Djokaeff 44' | Jan Breydel Stadion, Brügge Ref: Pierluigi Collina (ITA) |

### Semifinaler
28. juni
| Frankrig                       | 2 - 1 (0-1) | Portugal       | Kong Boudauin Stadion, Bruxelles Ref: Günter Benkö (ØST) |
| Henry 51'                      |             | Nuno Gomes 19' | Kong Boudauin Stadion, Bruxelles Ref: Günter Benkö (ØST) |
| Zidane 117' str. (Golden goal) |             |                | Kong Boudauin Stadion, Bruxelles Ref: Günter Benkö (ØST) |

29. juni
| Italien                   | 0 - 0 (0-0) | Holland            | Amsterdam Arena, Amsterdam Ref: Markus Merk (TYS) |
| Straffesparkskonkurrence: |             |                    | Amsterdam Arena, Amsterdam Ref: Markus Merk (TYS) |
| Di Biagio scorer          |             | F. de Boer brænder | Amsterdam Arena, Amsterdam Ref: Markus Merk (TYS) |
| Pessotto scorer           |             | Stam brænder       |                                                   |
| Totti scorer              |             | Kluivert scorer    |                                                   |
| Maldini brænder           |             | Bosvelt brænder    |                                                   |

### Finale
2. juli
| Frankrig                     | 2 - 1 (0-0) | Italien        | Feyenoord Stadion, Rotterdam Ref: Anders Frisk (SVE) |
| Wiltord 90'                  |             | Delvecchio 22' | Feyenoord Stadion, Rotterdam Ref: Anders Frisk (SVE) |
| Trezeguet 103' (Golden goal) |             |                | Feyenoord Stadion, Rotterdam Ref: Anders Frisk (SVE) |

## Statistik

### Målscorere
| 5 mål - Patrick Kluivert - Savo Milošević |

4 mål
- Nuno Gomes

3 mål
| - Thierry Henry - Sérgio Conceição - Zlatko Zahovič |

2 mål
| - Vladimír Šmicer - Alan Shearer - Youri Djorkaeff - David Trezeguet - Sylvain Wiltord | - Zinedine Zidane - Filippo Inzaghi - Francesco Totti - Frank de Boer - Marc Overmars | - Boudewijn Zenden - Gaizka Mendieta - Alfonso Pérez - Hakan Şükür |

1 mål
| - Bart Goor - Émile Mpenza - Karel Poborský - Steve McManaman - Michael Owen - Paul Scholes - Laurent Blanc - Christophe Dugarry - Mehmet Scholl - Antonio Conte - Alessandro Del Piero - Marco Delvecchio | - Luigi Di Biagio - Stefano Fiore - Ronald de Boer - Steffen Iversen - Costinha - Luís Figo - João Pinto - Cristian Chivu - Ionel Ganea - Viorel Moldovan - Dorinel Munteanu | - Miran Pavlin - Joseba Etxeberria - Pedro Munitis - Raúl - Henrik Larsson - Johan Mjällby - Okan Buruk - Ljubinko Drulović - Dejan Govedarica - Slobodan Komljenović |

Selvmål
- Dejan Govedarica (spillede mod Nederlandene)

### Straffespark
Tæller ikke straffesparkskonkurrencer.
Scorede
- Alan Shearer i kampen mod Rumænien
- Ionel Ganea i kampen mod England
- Filippo Inzaghi i kampen mod against Tyrkiet
- Gaizka Mendieta i kampen mod Jugoslavien
- Frank de Boer i kampen mod Tyrkiet
- Karel Poborský i kampen mod Frankrig
- Gaizka Mendieta i kampen mod Frankrig
- Zinedine Zidane i kampen mod Portugal

### Priser
All-star holdet
| Målmænd                        | Forsvarer                                                                                                | Midtbanespillere                                                                                   | Angribere                                                                     |
| ------------------------------ | --- | -------------------------------------------------------------------------------------------------- | ----------------------------------------------------------------------------- |
| Fabien Barthez Francesco Toldo | Laurent Blanc Marcel Desailly Lilian Thuram Fabio Cannavaro Paolo Maldini Alessandro Nesta Frank de Boer | Patrick Vieira Zinedine Zidane Demetrio Albertini Edgar Davids Rui Costa Luís Figo Josep Guardiola | Thierry Henry Francesco Totti Patrick Kluivert Nuno Gomes Savo Milošević Raúl |

Flest mål
- Patrick Kluivert
- Savo Milošević
(5 mål)

Bedste spiller
- Zinedine Zidane